# La gran aventura de Mortadelo y Filemón
La gran aventura de Mortadelo y Filemón es una película cómica española estrenada el 7 de febrero de 2003 y dirigida por Javier Fesser. Está basada en las historietas de Mortadelo y Filemón de Francisco Ibáñez, quien se mostró bastante satisfecho con ella, en contradicción con las quejas de los aficionados de la obra original. En la película, se narra el intento de recuperación del DDT (Desmoralizador de Tropas) por parte de los agentes Mortadelo y Filemón, que ha sido robado por Nadiusko y que ha caído en manos del tirano Calimero, que quiere adueñarse del mundo.
El proyecto nació cuando, en 2000, el director de la película tuvo un sueño en el que aparecían ambos personajes. A partir de ese momento él y su hermano Guillermo Fesser elaboraron un guion con la intención de mantener vivo el espíritu original de los tebeos. Tras dar el visto bueno, el autor de la obra comenzó el proceso de producción que duró dos años, en la que destacan sus efectos visuales, por los que obtuvo cinco de los seis Premios Goya a los que fue candidata. Para los papeles de los dos agentes de la TIA fueron escogidos Benito Pocino, actor no profesional que trabaja de cartero, pero que fue descubierto por Fesser gracias a que un maquillador le enseñó una foto suya; y Pepe Viyuela, quien intentó conseguir el papel del otro agente, pero al no conseguirlo, decidió hacerlo por el de Filemón, por el que se presentaron menos personas a las audiciones. Otros actores que conforman el reparto de la película son Janusz Ziemniak, en el papel de Nadiusko, Paco Sagarzazu, en el papel del tirano, María Isbert, en el papel de la madre de Filemón, Mariano Venancio, en el papel de El Súper, Janfri Topera, en el papel del profesor Bacterio, Emilio Gavira, en el papel de Rompetechos, y Berta Ojea, en el papel de la señorita Ofelia.
Su estreno mundial se produjo en España el 7 de febrero de 2003. En su primer fin de semana consiguió recaudar 5,1 millones de euros en 325 cines, convirtiéndose así en el segundo estreno más taquillero hasta ese momento en el país. También consiguió la mayor recaudación por sala de cine, récord que tardó una década en superarse. Acabó su periplo taquillero en su país de origen recaudando 22 847 733,13 euros, convirtiéndose de esta forma en la película más taquillera de España durante ese año. El éxito en taquilla de la película en España benefició a la historieta original al aparecer en la portada de los distintos medios de comunicación, además del hecho de que la cinta también se estrenase en otros países, entre ellos Italia, República Checa y Rusia, donde no cosechó el mismo éxito que en su país de origen.
Algunas de las críticas españolas la alabaron por la calidad de sus efectos especiales y también por su banda sonora, pero hubo comentarios negativos acerca de que el guion no muestra la idea de las historietas. En el resto de países donde se estrenó, las críticas fueron mixtas: en torno a un humor que unos califican como «sátira política generalista», que en ocasiones lanza guiños a las comedias de Woody Allen, y los otros como una «burla a los restos franquistas persistentes en la sociedad española».

## Argumento

### Resumen de la película
El profesor Bacterio se encuentra probando su nuevo invento, el DDT (Desmoralizador de Tropas), cuando aparece un mosquito cantarín llamado Gustamante y al tratar de matarlo, el laboratorio acaba algo destrozado. Entonces llega el Súper y Bacterio le hace una prueba de los efectos del invento con unos legionarios a los que tiene encerrados con chinches carnívoras para enfadarles. Bacterio les aplica el invento y los legionarios se vuelven apáticos, saliendo la prueba a la perfección. Pero salta la alarma al entrar un intruso, Nadiusko, en la zona donde deberían estar vigilando Mortadelo y Filemón, quienes se encuentran durmiendo en su pensión. Al intentar salir del laboratorio Bacterio y el Súper quedan atrapados porque cuando las compuertas se cierran caen sobre sus pies. El Súper intenta informar a los otros agentes, pero el DDT también les ha afectado, consiguiendo Nadiusko el aparato con total facilidad. Tras el fin del efecto, consiguen atrapar al intruso, pero descubren que es una copia hecha con otro invento de Bacterio, la máquina de copiar gente. Mientras, el original ha montado en un coche y se dispone a salir del recinto y, aunque no tiene ninguna salida, Mortadelo y Filemón, que acaban de llegar e ignoran la situación, abren la puerta principal y Nadiusko sale sin ningún problema, consiguiendo también el transformador meteorológico.
En el «tereadiario» informan que el tirano Calimero, dictador de Tirania, quiere «demolir» el palacio de Buckingham, porque en su país no hay espacio debido a su enorme especulación inmobiliaria, a lo que responde la reina de Inglaterra con enfado. Mientras, en la TIA intentan negar el robo del DDT. El Súper no cree que Mortadelo y Filemón sean capaces de recuperarlo por lo que contrata a un agente extranjero, Fredy Mazas, encargándoles a los dos agentes el traslado de los inventos del profesor a otro lugar. Los dos agentes quieren dejarlos en casa de la madre de Filemón en el 13 Rue del Percebe, pero Mortadelo acaba vendiendo la máquina de copiar gente a Rompetechos, personaje corto de vista (y de altura), haciéndola pasar por lavadora, y por error destrozan el descapotable del Súper, además de dañarlo a él físicamente. Debido a esto son expulsados de la TIA Nadiusko llama al Tirano ofreciéndole el DDT, el cual acaba aceptando para conseguir ser el dueño del mundo, descubriéndolo Fredy. Mortadelo y Filemón tienen una charla inspiradora sobre el padre desaparecido de este último, también agente secreto, por lo que deciden ir en busca del DDT por su propia cuenta. Se esconden y creen oír que un tal Mickey el Gigante fue el ladrón del aparato, por lo que van en su busca.
Rompetechos se presenta en casa de la madre de Filemón creyendo que es una oficina de reclamos para denunciar que su lavadora no funciona, siendo en realidad una casa donde se alquilan habitaciones, esta consigue deshacerse de él empujándole por el hueco del ascensor. Mortadelo y Filemón consiguen entrar en la prisión golpeando a un agente para ir a la celda de Mickey, quien le pega una paliza a Filemón y el agente de policía manda a la celda de castigo (el “Chalecito”) a los dos agentes. Finalmente los agentes descubren que no tiene nada que ver con el robo. Fredy entra en Tirania, pero un guardia lo detiene por llevar pintado en la furgoneta un mensaje contra la tiranía, pintada con anterioridad por Mortadelo como protesta por la explotación que le estaba sometiendo su jefe Filemón durante la mudanza de los inventos de Bacterio. Mientras el guardia maltrata a Fredy, Nadiusko llega a la frontera en el coche dejando el DDT y el transformador meteorológico en su interior, y llama al Tirano para informarle de que tiene el invento. Fredy consigue escapar del guardia, y trata de huir en el coche con el que vino Nadiusko, pero confunde la palanca de marchas con la del transformador meteorológico, activando viento polar e inmovilizándole de frío, por lo que apenas puede salir del coche con el DDT en la mano antes de que el guardia le atrape, le arranque el DDT de la mano ignorando su importancia, lo lance despreocupadamente hacia atrás y caiga a una alcantarilla abierta donde acaba hundiéndose para desesperación de Nadiusko. Éste entonces llama de nuevo al dictador tratándole de hacer pasar el transformador meteorológico por el DDT, pero su nerviosismo le delata y el dictador ordena su captura.
Fredy y Nadiusko han sido condenados a muerte y están a punto de ser ejecutados. El Tirano usa el transformador meteorológico creyendo que es el DDT, recibiendo un trueno en la cabeza el verdugo Pototo, quien les iba a ejecutar. Consiguen los dos salir y a Nadiusko se le ocurre intercambiar las camisetas. Al día siguiente, el Tirano y su ayudante Klaus hablan sobre quien debería ser su sucesor, y Klaus le dice que su cuñado Esfínter es el idóneo. Fredy escucha la conversación de casualidad e informa por fax al Súper que pretende hacerse con el puesto de sucesor para así acabar con sus planes de dominar el mundo, recuperar el DDT y llegar el viernes a última hora. Al aparecer Esfínter para entrar en la sala del Tirano, Fredy le deja inconsciente y se hace pasar por él, descubre a Nadiusko e informa a los guardias del paradero de este, que acaba fusilado, mientras él y el Tirano charlan sobre la sucesión, ya que este quiere dejar el cargo y le enseña sus pies, que tienen seis dedos. El viernes, Bacterio le enseña al Súper un paquete donde está la camiseta agujereada de Fredy, por lo que, creyéndolo muerto, deciden que Mortadelo debe ser quien se haga pasar por el sucesor. Mortadelo, mostrando su pie descalzo, es fotografiado por Bacterio, quien pone el dedo en el objetivo. Mientras en prisión, Filemón descubre que Mortadelo se ha ido y grita que es agente de la TIA, descubriéndolo el maleante Matraca, que casualmente comparte celda con él desde aquella misma mañana, y le pega una paliza.
El Tirano y Fredy charlan sobre sus planes de construcción para conseguir más dinero. Ambos se dirigen a una construcción de una bola de cemento que el Tirano dispara y cae sobre el palacio de Buckingham; además enseña a Fredy la riqueza que tiene. A Fredy se le despierta la codicia y decide que quiere convertirse realmente en el sucesor del Tirano. Mientras siguen conversando, el Tirano recibe un fax con dirección 13 Rue del Percebe de Mortadelo, que por el dedo en el objetivo, parece que tiene seis dedos en los pies. Filemón se encuentra en prisión y descubre que Mickey se dio a la fuga haciendo una grieta en la pared y decide escaparse. Mientras, El Súper y Mortadelo hablan sobre el plan y Bacterio les informa que Filemón había escapado de la prisión. La madre de Filemón entra en su casa y descubre a Fredy en el armario, quien se asusta al verla y se golpea la cabeza. Al despertar, la madre le ayuda a que se reponga, cuando aparece Mortadelo creyendo que estará allí su compañero, pero ve que es Fredy. Este intenta acabar con Mortadelo creyendo que es el auténtico heredero y Mortadelo acaba clavado en la pared con una lámpara. La madre de Filemón golpea y deja inconsciente a Fredy, abre su bolsa y tira por la ventana una bomba que había en su interior, que cae sobre la cabeza de Filemón que salía por la alcantarilla, provocando una explosión que derruye la fachada del 13 Rue del Percebe. Fredy, recuperado, secuestra a la madre de Filemón, le deja una nota clavada en la pared y golpea a Rompetechos, quien seguía creyendo que había comprado una lavadora y traía la Máquina de copiar gente de nuevo a lo que él creía la Oficina de Reclamaciones, dejándole inconsciente y usando la furgoneta para ir a Tirania.
Los dos agentes se dirigen al cuartel general de la TIA y Filemón dice a Mortadelo que se prepare para hacer un viaje para ir a salvar al mundo y a su madre. El Súper le da los billetes para ir a Tirania para los dos agentes y Ofelia. Mientras, en el palacio del Tirano, Fredy será nombrado sucesor. Mientras habla el Tirano, Fredy le escucha que sus cometidos no iban a ser tan propicios; atender pesadísimas reclamaciones y abrir posibles paquetes-bomba. Decide hacer un golpe de Estado, y habla con uno de los trabajadores del palacio y le ordena que cuando salga al balcón le dé al transformador meteorológico. Los agentes llegan al palacio, Filemón descubre a su madre y a Rompetechos en la sala de tortura y mediante la Máquina de convencer ordena a Pototo que se corte la cabeza mientras Mortadelo y Ofelia intentan llegar a la sala del Tirano para que Mortadelo sea nombrado sucesor. El Tirano se sorprende de que se presente, pero Mortadelo renuncia y nombra a la reina de Inglaterra como sucesora para que Ofelia no sea asesinada por Fredy, que la tiene de rehén. Ofelia se hace pasar por reina y se pone a cantar. El Tirano descubre que Mortadelo es un impostor y le asesina yaciendo en los brazos de Filemón, y el Tirano, al verle los pies a Filemón, ve que tiene seis dedos, y descubre que él es el auténtico sucesor porque su madre, Menchu, y él fueron pareja. Filemón le da a Mortadelo agua de una copa que resulta ser el Santo Grial, salvándole la vida. Menchu y Calimero se van de viaje, pero él es atropellado y ella se queda con el dinero convirtiendo el 13 Rue del Percebe en un parking. Al final, los dos agentes llegan a España siendo alabados por todos, y El Súper les dice que llevarán el peso de la agencia, algo que hacen literalmente al tener que realizar la mudanza de la organización.

### Temática de la película

#### Humor
El humor de la película se centra en la caricatura de la sociedad española. El humor es distinto entre la historieta y la película, ya que Fesser utiliza un lenguaje soez en vez de usar los insultos habituales de Ibáñez como cabestro o merluzo, que apenas se utilizan en la película. Ante esto Javier Fesser dijo: «cuando en un bocadillo aparece un rayo atravesando a un cerdo. ¿Tú qué piensas que está diciendo el personaje?», Ibáñez aprobó esta decisión afirmando que el lenguaje de la historieta y el cine son distintos y que al principio utilizaba este vocabulario para escapar de la censura del momento.

#### Alusiones a otras obras
El largometraje no se centra en ninguna historieta en concreto, pero toma ciertos chistes de algunas de ellas que tuvieron fama, y los inserta en su guion; algunos de los chistes proceden de los siguientes álbumes:
- El sulfato atómico: el destartalado autocar de la compañía «El Avión», el cartel visite Tirania y el discurso final de Rompetechos.
- Chapeau el "esmirriau": destrozan el descapotable de El Súper.
- El caso del bacalao: utilizan la misma entrada de la farola.
- Safari callejero: despiertan de la misma manera.
- La caja de los diez cerrojos: la escena de El Súper montando en caballito de madera.
- El estropicio meteorológico: inventa el Profesor Bacterio el trasformador o trasmutador meteorológico.
- Los gamberros: Mortadelo y Filemón echan un pulso para decidir quién de los dos lleva a cenar a Ofelia.

- Uso habitual en las historias: el zapatófono, un gato reciebiendo tortura, Filemon siendo encarcelado por culpa de Mortadelo, y los detalles «de fondo» bastante surrealistas como un esquimal por la calle o un mono con un carro.

A lo largo de la película aparecen personajes de otras series de Ibáñez, Rompetechos y 13, Rue del Percebe, de esta última solo algunos como son el tendero, el ladrón y la portera, y se crearon algunos nuevos como la madre de Filemón. El personaje de Rompetechos se muestra como un nostálgico del régimen franquista, algo ajeno a sus historietas. Ante esto Fesser respondió: «un tipo bajito, con bigote y que está siempre enfadado tiene que ser facha».
También son mencionadas otras obras de distintos autores como son Zipi y Zape, de José Escobar, Las hermanas Gilda y Anacleto, agente secreto de Manuel Vázquez. Sobre esta última historia el crítico José Joaquín Rodríguez afirmó que su protagonista simbolizaba a su verdadero padre (aunque más tarde descubrirá que no se trata de un agente secreto, sino de un dictador). Hay referencias a su anterior película al aparecer la frase «a sanear», haciendo mención a Usillos. Fesser utiliza también su llamado objeto fetiche, una bombona de butano. El nombre del invento, DDT, hace mención a la revista homónima de la Editorial Bruguera.

### Otras diferencias entre la película y la historieta original
Existen otras notables diferencias entre la película y la historieta original: algunas partes de la película muestran una idea humanizadora, mientras que Ibáñez únicamente utiliza el humor por el humor. El crítico Antonio Tausiet, también observó que, mientras que utiliza la animosidad penosa de forma habitual (debido a que esta serie comenzó cuando se encontraba vigente el régimen franquista) en su vida, Fesser lo presenta como un exagerado barniz que muestra su decadencia. Otra diferencia importante es relativa al padre de Filemón: en la película, Filemón se ha criado con su madre y no conoce a su progenitor, mientras que en las historietas sí aparece el padre de Filemón junto a su madre, concretamente en Su vida privada (1997) y ¡Misión Triunfo! (2002).

## Reparto
- Mortadelo, es alto, calvo y con gafas. Tiene la habilidad de disfrazarse de cualquier cosa, lo que viene muy bien a la hora de huir de los líos en los que se mete. A pesar de su falta total de sentido común, suele ser él el que por suerte resuelve los casos.[19] Está interpretado por Benito Pocino, pero fue doblado por Carlos Latre ya que Benito no era actor profesional y no podía vocalizar correctamente.[20][21]

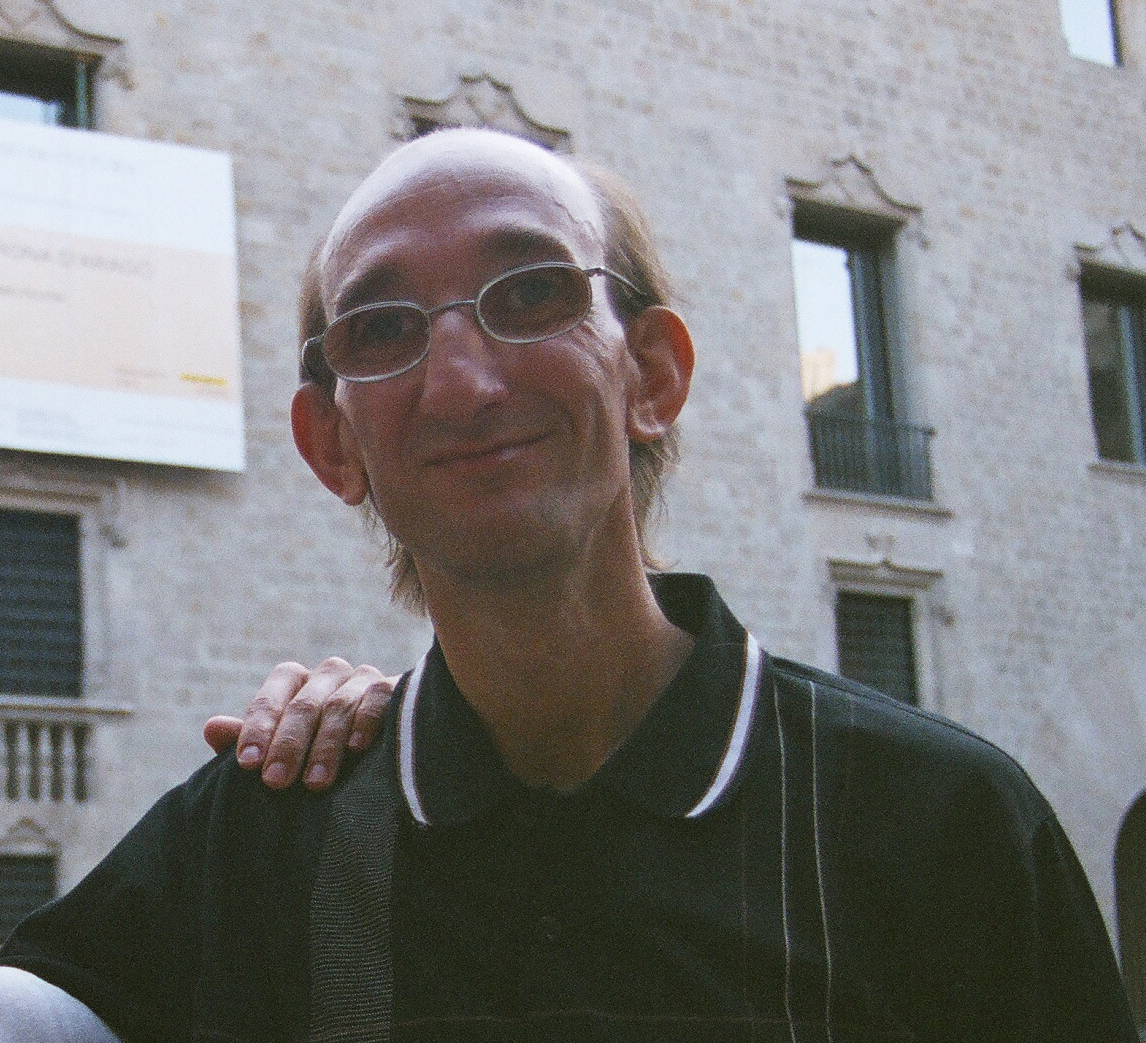
Para encarnar al personaje de Mortadelo se formaron grandes colas en las audiciones, sin embargo, el elegido fue Benito Pocino quien no se presentó, ya que el director lo descubrió tras enseñarle un maquillador una foto del actor. El actor es apodado por sus amigos como Mortadelo, debido a su gran parecido, este papel le hizo saltar a la fama y muchos vieron en la semejanza del actor con el personaje uno de los motivos del gran éxito en taquilla de la película.

- Filemón, con dos pelos en la cabeza, es (supuestamente) el cerebro de la pareja, su gran problema es que se lleva las broncas por los errores cometidos por su compañero.[19] Está interpretado por Pepe Viyuela, quién informó que en la película verían a los personajes, pero con los matices de Javier Fesser. Califica a su personaje de común, y cree que está dentro de todos nosotros, siendo la parte de la persona que se resiste a quedarse con lo que tiene y busca más, pero no puede debido a su mediocridad. Viyuela no se planteó darle un matiz psicológico, exceptuando pequeños rasgos como que, aunque es un tacaño, tiene un gran corazón, con lo que hizo un conjunto de las ideas que sabía y que Fesser le iba pidiendo.[20]

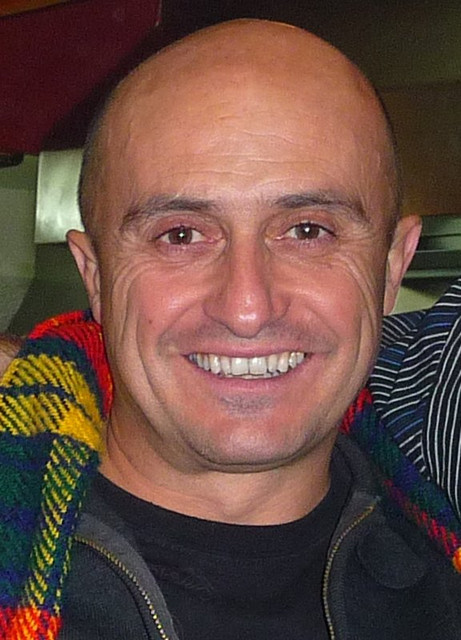
Las audiciones para elegir al actor que interpretara a Filemón se encontraban vacías frente a las que había para Mortadelo. La representación de la película difiere de la mostrada en la obra al mostrar buenos sentimientos hacia padres, mientras que Ibáñez lo califica como una mala persona que los vendería. En la imagen Pepe Viyuela, actor que encarna al personaje. Se había presentado en un principio para el casting de Mortadelo, pero, al no obtener el papel, se presentó al del otro agente, que consiguió.

- Ofelia, rubia y rellenita, es la secretaria de El Súper, siempre se enfada con los dos agentes por las bromas que le hacen, si bien, cada vez que Mortadelo la llama se pone muy feliz.[19] Fue interpretada por Berta Ojea, a quien lo que más le sorprendió de su personaje es que le insultaban todo el rato y que, aunque les responde con golpes, nunca llega a rebelarse del todo. Ella se ve como una mujer guapa sin importarle lo que diga el mundo y cualquier cosa bonita que le dicen le encanta, hecho que más le gustó a Berta del personaje, ya que se ve totalmente distinta, además de la ternura que desprende Ofelia. Berta se puso en la situación del personaje para poder «encarnarlo»: lo muestra cantando en distintas partes de la película como medio de expresión de su alegría.[20]
- Fredy Mazas es un superagente extranjero que busca hacerse con el «Macguffin» antes que los dos agentes, si bien conforme avanza la trama sus intereses cambian.[4] Está interpretado por Dominique Pinon, quién lo califica como un hombre chulo que pretende tomar las riendas del poder; lo califica de gracioso al ser un personaje de cómic que es lo que parece. Le interesó el papel debido a la dificultad de conseguir recrear el personaje con tantas escenas de acción seguidas, además de su dificultad para poder hablar en español, al no ser su lengua nativa.[20]
- El tirano Calimero es el dictador de Tirania y siempre está construyendo edificios para obtener más dinero; se le ha comparado con el personaje Antofagasto Panocho,[23] y con el personaje de Rufus T. Firefly interpretado por Groucho Marx en la película Sopa de ganso y satiriza a Francisco Franco,[16] afirmación esta última corroborada por Fesser.[17] Está interpretado por Paco Sagárzazu, quien se divirtió mucho con su personaje y lo califica como una mezcla entre Augusto Pinochet y Francisco Franco. Sagárzazu interpretó a su propio tirano, ya que todos en algún momento lo somos.[20]
- El Súper es el jefe de ambos agentes y superintendente de la TIA, tiene formas bastante curiosas para llamar a sus agentes y les persigue por los lugares más extraños en su búsqueda.[19] Está interpretado por Mariano Venancio quién lo clasifica como de muy impetuoso, pero que en su interior tiene buen corazón.[20]
- Profesor Bacterio, es el científico loco de la agencia, sus inventos suelen traer más problemas que ayuda a los agentes.[19] Está interpretado por Janfri Topera, quien se quedó sorprendido al ser elegido para este papel, por no verse como el más idóneo. Topera explica que no se preparó su papel, ni se documentó sobre él.[20]
- María Isbert es Menchu, la madre de Filemón, la calificó como una mujer que siempre está atenta de las aventuras de Filemón, poniéndose en muchas ocasiones pesada y también algo maruja. María solo obedeció a Javier para encarnar a su personaje, algo que siempre ha hecho en todas sus películas. Su primera impresión del guion fue la de un chico que era amante de hacer las cosas más difíciles.[20]
- Rompetechos es un señor bajito con problemas de visión que hacen que se meta en numerosos líos.[19] Está interpretado por Emilio Gavira, quien lo califica como bajito, cabezón y miope, por lo que en múltiples ocasiones confunde cosas y piensa que el mundo está en su contra. Francisco Ibáñez lo creó pensando en sí mismo. La mayor dificultad para Emilio Gavira fue dirigirse a los distintos lugares, ya que las gafas que usaba tenían una graduación situada entre las catorce y las dieciocho dioptrías.[20]
- Klaus es el ayudante del tirano Calimero y le informa de todo lo que le acontece al país. Está interpretado por Germán Montaner quién lo califica como el chico para todo en Tirania, ya que es el ayudante de El tirano, quien permite que salgan bien las cosas en el país, se encarga de la vigilancia y además se ocupa de los planes estratégicos. Aunque sea Calimero quien manda, él es el que se encarga de todo.[20]

Otros personajes son:
- Eduardo Gómez Manzano (Cornejo)
- Javier Aller (Mickey el gigante).
- Emiliana Olmedo (reina de Inglaterra).
- Janusz Ziemniak (Nadiusko): El director lo conoció por casualidad en El milagro de P. Tinto en un taller mecánico donde preparaban el motocarro de la película. Lo califica como un gran actor que debería ser más conocido.[17]
- Luis Ciges (técnico especialista en pelotas de cemento fresco). Ésta fue su última actuación, pues falleció meses antes de su estreno en el cine. En la película apenas aparece un minuto, si bien comentó Fesser: «Será solo un minuto, pero un minuto genial».[24]

### Doblaje
La voz de Benito Pocino fue posteriormente doblada en algunas partes por la de Carlos Latre, al igual que Juan Luis Cano que pone voz a uno de los legionarios y el director que pone la voz de los titulares. Latre también dobló a otros tres personajes, pero no se especificaron cuáles. El doblaje fue realizado en los estudios EXA de Madrid.

## Producción
La película está producida por Películas Pendelton en coproducción con Sogecine, siendo los productores ejecutivos Luis Manso, Enrique López Lavigne y Fernando Bovaria, este último en ese momento jefe de producción de Sogecine, quien fue el productor de otra superproducción, Ágora. Contando con la participación de Telecinco y Canal +, la distribución se llevó a cabo por la filial en España de Warner Bros. y con la subvención del Instituto de Crédito Oficial y el Ministerio de Cultura de España. La película se convirtió en la primera adaptación no animada de los personajes, si bien ya había gozado de otras adaptaciones a la gran pantalla como son los cortometrajes de animación de Rafael Vara y algunos autores nombran a otra obra, Crimen imperfecto de Fernando Fernán Gómez, como la primera en imagen real que se inspira en ellos, aunque en este caso de forma no oficial.

### Orígenes

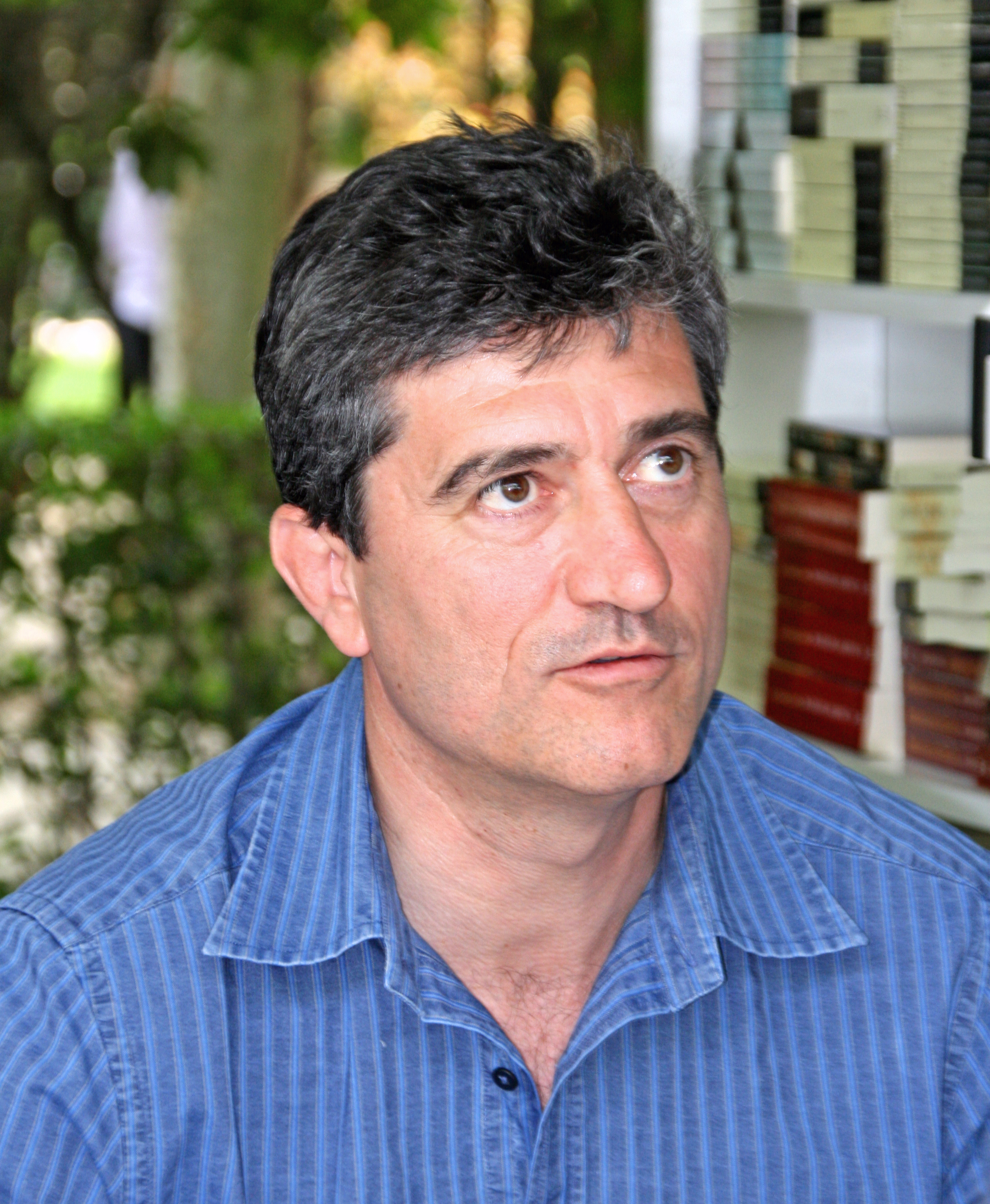
Guillermo Fesser coguionista de la película y hermano del director. Esta misma función ya la había realizado en la anterior película dirigida por su hermano.

Javier Fesser ya había demostrado en anteriores trabajos, El milagro de P. Tinto y Aquel ritmillo, que era capaz de ambientar la sociedad española mostrada en las historietas de Ibáñez, además de haber declarado que de pequeño leía bastantes sus aventuras. El proyecto nació cuando, a mediados de octubre del año 2000, el propio Fesser tuvo un sueño en el que aparecían ambos personajes, si bien otro de los que se barajaban era Miguel Bardem por su trabajo La mujer más fea del mundo, quien más tarde dirigiría su secuela. El motivo de que finalmente Fesser fuera el elegido pudo deberse a que gran parte de los aficionados empezaron a valorar la posibilidad de disfrutar la película al ver que figuraba entre los candidatos. Para conseguir llevar los personajes a la gran pantalla tuvieron que comprar los derechos de explotación a Francisco Ibáñez y a Ediciones B, el autor de la obra no estaba en un principio por la labor de llevarlos al cine debido al poco éxito de las últimas adaptaciones realizadas sobre los agentes, pero, tras charlar con el director, aprobó el proyecto al verlo como una buena oportunidad de promocionar a sus personajes, y rescatar a otros en ese momento olvidados como Rompetechos o 13, Rue del Percebe.A diferencia de los cómics de Francisco Ibáñez, el protagonismo en la película recae en Filemón y no en Mortadelo, algo que se haría después en la película animada, Mortadelo y Filemón contra Jimmy el Cachondo, también dirigida por Fresser.
Tras la aprobación de Ibáñez, Juan Antonio Roig-Francolí realizó el guion gráfico, y, más tarde, Fesser comenzó la redacción del guion junto con su hermano Guillermo, con la intención de mantener el espíritu de las historietas, si bien Javier explicó que, a pesar de haber rescatado la filosofía que muestra Ibáñez en sus cómics, no intentaron construir un escenario igual que el de las historietas, solo mostrar las sensaciones que hay en la obra, incluyendo las de los personajes. Una vez finalizada la redacción del guion se lo entregaron a Ibáñez para que lo revisara y, aunque en un principio lo encontró pesado y trató de añadir algunos gags, pero Fesser le dijo a Ibáñez "tranquilo, cuando lo veas en la gran pantalla será distinto", y decidió no incluirlos. Hubo diferencias entre los realizadores y el autor en cuanto a la interpretación de los personajes, ya que mientras Fesser quería que el personaje con el que se identificara el espectador fuera Filemón en su papel de perdedor que, sin embargo, intenta hacer bien las cosas, Ibáñez considera que sus personajes son dos «malas personas» que «venderían a su propia madre» y siempre ha visto a Mortadelo como el auténtico protagonista de la serie.

### Elección del reparto
Fesser quiso que los personajes fueran fotocopias de los personajes de Ibáñez, esto hizo que la elección de los dos agentes le resultara una auténtica penalidad. En los castings se formaron colas enormes para conseguir encarnar a Mortadelo, pero quedaron bastante vacías para Filemón. Fesser supo de la existencia de Pocino gracias a un maquillador, quien buscaba un peinado para el personaje de la madre de Filemón, le enseñó una foto suya y decidió contactar con él para ofrecerle el papel de protagonista, si bien Pocino no es actor profesional, sino cartero. Gran parte del reparto de la película anterior de Fesser fue utilizado en la película, destacando los actores Pepe Viyuela, quien hizo prueba para Mortadelo, pero al no ser seleccionado se presentó para Filemón y fue el elegido, Emilio Gavira, que fue escogido tras verle Fesser caracterizado como Rompetechos, o Janfri Topera quien interpreta al profesor Bacterio. La elección de actores de su anterior película no gustó a parte del público porque les parecía encontrarse viendo El milagro de P. Tinto, sobre ello Fesser respondió que si a él le hubiera parecido que recordara a esa película no les hubiera dado los papeles. Aunque uno de ellos, Luis Ciges, no iba a participar en un principio en la película, pues ya estaba muy enfermo y Fesser no quería insistirle; sin embargo, el actor se presentó un día en el rodaje de la película y él mismo improvisó su escena.

### Rodaje
El rodaje, que se prolongó desde el 11 de marzo hasta el 12 de agosto de 2002, se realizó en su mayor parte en interiores, pero las últimas imágenes del discurso de "El tirano" en el balcón del ayuntamiento están rodadas en la Universidad Laboral de Gijón. El desfile triunfal de Mortadelo y Filemón al final de la película está rodado en el barrio del Carmen de Valencia al igual que la situación de la 13 Rue del Percebe, encontrada en la calle Alta, cuyos inquilinos tuvieron que parar la reforma de la casa a cambio de una módica cantidad de dinero. Otras localizaciones se realizaron en la Comunidad de Madrid. Además el rodaje se llevó con la más absoluta discreción, a tal grado que ningún periodista pudo tomar fotografías ni acceder a las localizaciones del rodaje, incluso llegaron a filtrar fotografías a la prensa con algunos personajes que luego no aparecieron en la película. Conforme avanzaba el rodaje, los responsables de la película iban informando a Francisco de su marcha.

### Estética
La tarea de la dirección artística le fue encomendada a César Macarrón, quien ya había realizado la misma función en El milagro de P. Tinto y en El secdleto de la tlompeta de Fesser. Una de las dificultades ante las que se encontró fue la de llevar las texturas mostradas por Ibáñez a la pantalla, ya que se tratan de estructuras arquetípicas en las que solo en una parte del objeto se muestra su elemento característico para conseguir un efecto superficial del objeto en cuestión. Si bien también mantiene la estética que utilizó en los anteriores trabajos del director.
La encargada de diseñar el vestuario fue Tatiana Hernández la cual trató de mostrarlo como las imágenes bidimensionales y el cromatismo propios de la obra de Ibáñez. Para los vehículos, César Macarrón consiguió un total de 43 para la película procedentes de la colección del toledano Vicente Pavía cuyo procedencia es sueca, española, francesa e italiana. Entre ellos destaca un Packard datado en 1928 que fue utilizado como El avión o un Cadillac de ocho cilindros con el que realizan el paseo triunfal los agentes.

## Postproducción

### Efectos visuales
La película, tras la finalización de las trece semanas de rodaje, tuvo seis meses de postproducción en los que se realizaron los efectos especiales. La posproducción fue realizada en Daiquiri, en la que trabajaban entre 15 y 30 personas diariamente, quienes tuvieron la misión de digitalizar los 150 000 fotogramas de la película, creando 400 planos digitales (habiendo un efecto especial por cada dos planos) con más de 60 trucos digitales. De esta forma, se convirtió en la película española con mayor número de efectos hasta ese momento, 260 entre efectos digitales y especiales. Algunos de los trucos digitales utilizados en la película fueron:
- Rompetechos y el gato: Ambos son reales, el truco se encuentra en la superposición de planos reales y digitales. Ambos son filmados por separado. Primero Rompetechos da vueltas a la manivela, luego el gato sobre la secadora donde otra persona le agarra de las patas y tira de él. Más tarde, por ordenador, se crea al gato pasando por el rodillo. Y luego se unen ambas acciones en una sola.
- El despertar de Mortadelo y Filemón: Fue junto a la del derrumbamiento del edificio 13 Rue del Percebe, la escena más difícil de rodar. Ambos personajes fueron filmados por separado, al igual que el fondo de la ventana, las camas y el peglatín. Posteriormente se crearon los elementos 3D; en total, fueron cinco elementos filmados en dicha técnica.[1]

### Banda sonora
A falta de tres semanas para el estreno no se había realizado ninguna banda sonora de la película. En un principio iba a ser realizada por Roque Baños, pero, por falta de tiempo, decidió no hacerlo y los nuevos realizadores lo consiguieron en tan solo 13 días. La canción de la película es Mortadelo y Filemón, dos capullos en acción del argentino Andy Chango, en ésta se pueden oír frases como «El viejo Mortadelo y el noble Filemón» y «No sé por qué sufre el pobre Filemón». El resto de la banda sonora fue realizada por Rafael Arnau y Mario Gosálvez e interpretada por la Orquesta Sinfónica de Bratislava. En un principio Arnau iba a hacerlo en solitario, pero al ver que no tenía tiempo para conseguirlo, decidió colaborar por primera vez con su amigo Gosálvez. De acuerdo a Joaquín R. Fernández, del sitio web La Butaca, «la música de La gran aventura de Mortadelo y Filemón intenta amoldarse a lo que sucede en la pantalla, consiguiéndolo en numerosas de las escenas que conforman el relato. Hay pasajes en los que el uso del sintetizador se vuelve tosco y chapucero». A continuación se ofrece el listado de las canciones que conforman la banda sonora:

| Lista de canciones |                                                               |          |  |
| N.º                | Título                                                        | Duración |  |
| 1.                 | «Mortadelo y Filemón dos capullos en acción - Andy Chango»    |          |  |
| 2.                 | «El laboratorio de Bacterio - Mario Gosálvez»                 |          |  |
| 3.                 | «Acción y mamporros - Rafael Arnau»                           |          |  |
| 4.                 | «Tontería y cachiporros - Rafael Arnau»                       |          |  |
| 5.                 | «Fredy - Rafael Arnau»                                        |          |  |
| 6.                 | «Tirania - Rafael Arnau»                                      |          |  |
| 7.                 | «El banco - Mario Gosálvez»                                   |          |  |
| 8.                 | «Rompetechos - Mario Gosálvez»                                |          |  |
| 9.                 | «Rue del percebe - Mario Gosálvez»                            |          |  |
| 10.                | «El discurso del tirano - Mario Gosálvez»                     |          |  |
| 11.                | «Carreras y trompazos - Mario Gosálvez»                       |          |  |
| 12.                | «Muerte y resurrección de Mortadelo - Rafael Arnau»           |          |  |
| 13.                | «Grand percebe street - Mario Gosálvez»                       |          |  |
| 14.                | «Deditos - Rafael Arnau»                                      |          |  |
| 15.                | «El secuestro de la Sra. Filemón + periódicos - Rafael Arnau» |          |  |

A lo largo de la película aparecen otras canciones que no pertenecen a su banda sonora original, como son Tombe du Ciel escrita e interpretada por Charles Trenet; La vie en rose escrita por Mack David, Édith Piaf, y Louiguy e interpretada por Louis Armstrong; Qué será, será escrita por Ray Evans e interpretada por Jay Livingston; Mi carro escrita por Rafael Jaén e interpretada por Manolo Escobar; King of the Road escrita e interpretada por Roger Miller; Yes Sir, I Can Boogie escrita por Frank Dostal y Rolf Soja e interpretada por Baccara; Somos novios escrita e interpretada por Armando Manzanero; Españolear escrita por José Espeita y Luis Lucena e interpretada por este último; y Martial escrita por Walter Collins. En la película Berta Ojea, quien interpreta a Ofelia, canta la canción del Netol, un jingle del producto homónimo que limpiaba y pulía los metales.

### Promoción
No se supo nada de la realización hasta que en noviembre de 2002 apareció en los foros de internet un fragmento de la película, donde se apreciaban los efectos especiales y la caracterización de los personajes. Poco a poco la noticia del estreno de la película fue aumentando entre los espectadores y empezó la campaña oficial donde aparecieron spots publicitarios tanto en el cine como en la televisión. También se creó la página web oficial de la película, www.mortadeloyfilemonlapeli.com, donde aparecían algunos tráileres y la canción oficial. Toni Galindo fue el encargado de diseñar los distintos carteles de la película y encargarse de todo lo relacionado con el lanzamiento publicitario, mientras que Ibáñez acudió a varios actos de promoción. Su presentación oficial se produjo el martes 4 de febrero de 2003 en la sala 16 de los cines UGC a las diez y media de la mañana, que estuvo llena debido a la expectación del público, mientras que el preestreno se produjo dos días después en Madrid en donde estuvieron rostros conocidos de la sociedad española como Álex de la Iglesia, Fonsi Nieto, Elsa Pataky y Ana García Siñeriz entre otros. Tras el estreno los personajes tuvieron mayor importancia en los medios de comunicación.
La película también participó en algunos festivales: en 2003 en el Mercado de Cine del Festival de Cannes junto a otras 34 del mismo país y, en 2009, en la vigésimo cuarta edición del Festival Internacional de Cine de Mar del Plata en donde se hizo una retrospectiva del director mostrando tanto sus largometrajes como sus cortos. También se hicieron exposiciones con fines promocionales como una muestra de fotografía del rodaje realizadas por el propio director en la FNAC de Callao o dos exposiciones de los coches utilizados en la película, una en el centro Nassica en Getafe y otra en la sala Factory Sevilla Aeropuerto en Dos Hermanas, aunque solo se mostraron 20 de los 43.

## Recepción

### Autor
Aunque muchos fanes criticaron la película, Ibáñez la valoró positivamente, a pesar de que antes había sido crítico con la adaptación televisiva de otro personaje suyo, El botones Sacarino, y con los cortometrajes de animación de Mortadelo. Además, le daba igual como saliese la película, lo importante era que el concepto de los personajes había sido llevado a la gran pantalla; su respuesta al ver la película fue:

«Después de las adaptaciones en dibujos, dos en televisión y una en los cines, me dije a mí mismo que si accedía a llevar a cabo este proyecto, sería la última vez. Después de decir que sí, estuve nervioso hasta que vi el resultado final. Cuando pude verlos en pantalla me alegré bastante».

### Crítica

#### España
Federico Marín Bellón, del diario ABC, le puso una puntuación de dos estrellas sobre cinco, calificándola como interesante, en donde aprobó la calidad de sus efectos visuales, el proceso de selección del reparto y la dificultad de llevar a estos personajes a la gran pantalla, aunque mencionó que ésta pecaba al tener un guion bastante lioso. Jordi Costa, de Fotogramas, le puso una puntuación de cinco estrellas sobre cinco, calificándola como imprescindible y diciendo que «La gran aventura... es al universo imaginario de Ibáñez lo que en su día el felliniano Toby Dammit fue al universo de Poe: una summa subjetiva, una reinterpretación a su bola, pero atentísima a los detalles, fidelísima al espíritu. La presencia (breve, póstuma, pero arrolladora) de Luis Ciges permite echar otro lazo: el film es el modelo de mutación que podría haber generado la Escuela de Barcelona de haber descubierto el poder y la elocuencia de la chorrada». Por su parte Joaquín R. Fernández de sitio web La butaca afirmó que «si bien se olvida nada más salir del cine y su narración no se presenta todo lo cohesionada que debiera, sirve al menos para pasar un buen rato y para diversificar las monótonas temáticas del cine español. Las caracterizaciones de los personajes contribuyen en gran medida a que nos introduzcamos en el disparatado universo de Francisco Ibáñez». Mientras que el reconocido crítico Carlos Aguilar en su libro Guía del cine español escribió que «los contados momentos en que es fiel al cómic original tienen gracia e incluso encanto», pero calificó de «agotador despropósito» al resto del metraje. Por su parte Fanzine digital afirma que, a pesar de «conservar la misma chispa y esa afición a desmitificar y presentar un lado cutre que tan bien plasmaba el ilustre dibujante», únicamente se «limita más a un espectáculo imparable de josconcios, despropósitos y peleas, que de la risa inicial por la contundencia, acaba por convertirse en algo cotidiano que agota a partir de la primera hora», llegando a la conclusión de que era inferior a la ópera primera del director.

#### Otros países
En el resto de países europeos donde se estrenó fue recibida de manera desigual por la crítica. En Italia Lietta Tornabuoni escribió en La Stampa que «agitado, tonto, dinámico, Spia + Spia es divertida, pero sus personajes son divertidos y también lo son a pesar de su aspecto canalla y sus acciones patanes. La película es un curioso ejemplo de sátira política generalista, pero eficaz y no es una simple comedia para reírse». La crítica italiana Alessandra Montesanto afirmó que es «un largometraje al estilo de los dibujos animados, pero poblado por personajes de carne y hueso que son aplastados, doblados, golpeados y siguen en pie al estilo del coyote del Correcaminos. Marcado por un ritmo frenético, chistes hilarantes y gags continuos está al alcance de los espectadores más jóvenes, pero cuenta a la vez con una trama no del todo carente de referencias a la sátira política, con guiños a Woody Allen. Pero, tal vez de vez en cuando, usted debe decir, parafraseando a una gran película del gran Mássimo Troisi: «lo único que podemos hacer es reír». Sin embargo, los críticos Laura, Luisa y Morando Morandini de Mymovies.it se mostraron muy críticos con la película, llegando a la conclusión de que es un «producto de alto nivel con escenas y efectos especiales de impacto, es una película que no respeta, a propósito, el espíritu infantil de los cómics originales y que se hace aún más obvio en la apresurada edición italiana de Tonino Accolla, donde el nombre de los protagonistas es Mortazzolo y Rincobronco».
En Alemania un crítico escribió en el periódico Stuttgarter Zeitung afirmó que «muchas cosas en Clever & Smart son un dolor que se inclina a la parodia estúpida, supuestamente real, como la burla a los restos fascistas en la sociedad española, y la cantidad de gags no consiguen que la comedia llegue a divertir». Por otro lado el del periódico de la misma nacionalidad, Cinema, la valoró más positivamente comentando que «Clever & Smart mantiene el alto nivel de humor de los álbumes de Ibáñez como el personaje del tirano y sus intentos de destruir el Palacio de Buckingham, pero vienen con un nivel menor».

### Premios
La película fue nominada en 10 ocasiones de las que salió vencedora en siete ocasiones. Dentro todos ellos destacan los cinco premios Goya con además una nominación. También cabe mencionar que una de ellas fue nominada a un premio irónico (aquellos que valoran a lo peor que se ha hecho en una año) que son los Premios Godoy. Además de estos premios y nominaciones consiguió un Turia, un Expocine (centrado en su éxito en taquilla) y una nominación a la Unión de Actores (sindicato de actores).
| Premio                              | Categoría                                | Receptor(es)                                        | Resultado |
| ----------------------------------- | ---------------------------------------- | --------------------------------------------------- | --------- |
| Premios Goya 2003                   | Mejor dirección artística                | César Macarrón                                      | Ganador   |
| Premios Goya 2003                   | Mejor dirección de producción            | Luis Manso Marina Ortiz                             | Ganador   |
| Premios Goya 2003                   | Mejores efectos especiales               | Raúl Romanillo Félix Bergés Pau Costa Julio Navarro | Ganadores |
| Premios Goya 2003                   | Mejor montaje                            | Iván Aledo                                          | Ganador   |
| Premios Goya 2003                   | Mejor diseño de vestuario                | Tatiana Hernández                                   | Nominada  |
| Premios Goya 2003                   | Mejor maquillaje y peluquería            | José Antonio Sánche Paquita Muñoz                   | Ganadores |
| Premios de la Unión de Actores 2003 | Mejor interpretación femenina de reparto | Berta Ojea                                          | Nominada  |
| Premios Godoy 2003                  | Peor interpretación femenina de reparto  | Berta Ojea                                          | Nominada  |
| Premios Turia                       | Premio “Huevo de Colón"                  | Benito Pocino                                       | Ganadores |
| Premios expocine 2004               | Película más taquillera de 2003          | Película más taquillera de 2003                     | Ganador   |

### Recaudación

#### España
En su estreno recaudó 5,1 millones de euros en 325 cines, teniendo la media por copia más alta de una película en España de la historia hasta entonces, y convirtiéndose, en ese momento, en la segunda película con mayor recaudación en su primer fin de semana en España, aunque posteriormente fue superada primero por Torrente 3, el protector y más tarde por El orfanato. Entre su estreno, el 7 de febrero, y el 20 de febrero de 2003, 2 023 614 espectadores fueron a ver la película, consiguiendo recaudar más de 9 millones de euros. En abril estuvo a punto de alcanzar los cinco millones de espectadores. Fue la película más vista de 2003 (4 852 056 espectadores) y la única española que se encontró entre los primeros diez puestos del ranking, además se convirtió en la segunda película española más taquillera después de Los otros de Alejandro Amenábar y en la tercera con más espectadores de la década. Más tarde, El orfanato la superó como la segunda más taquillera.

#### Otros países
La recaudación de esta película en el extranjero ha sido bastante pobre, algunos países en los que se ha estrenado han sido: en Italia, donde recibe el nombre de Spia + Spia 2 superagenti armati fino ai denti, se estrenó el 14 de julio de 2006 distribuida por Moviemax en 40 salas de cine, recaudando 15 221 euros (19 322 dólares) en su primer fin de semana, ocupando el puesto 17 de la taquilla. En República Checa, donde recibe el nombre de Agenti dementi, se estrenó el 25 de septiembre de 2003 distribuida por Intersonic en 15 salas de cine, recaudando 8756 dólares en su primer fin de semana, ocupando el puesto 9 de la taquilla. Estuvo tres semanas entre las veinte más taquilleras, recaudando 19 914 dólares durante ese periodo. En Rusia, donde recibe el nombre de Приключения Мортадело и Филимона se estrenó el 28 de agosto de 2003 en 9 salas de cine, recaudando 12 112 dólares en su primer fin de semana, ocupando el puesto 15 de la taquilla. Otros lugares donde se ha estrenado han sido:
- Alemania, donde recibe el nombre Clever & Smart, fue estrenada el 10 de febrero de 2005 distribuida por Intersonic.
- Austria, fue estrenada el 10 de febrero de 2005 distribuida por Einhorn Film.
- Portugal, fue estrenada en 2003.
- Eslovaquia, fue estrenada el 23 de octubre de 2003 distribuida por Intersonic SK.
- Grecia, donde recibe el nombre Antirix kai Symfonix - I megali peripeteia, fue estrenada el 2 de febrero de 2004 distribuida por Playtime Releasing EPE.
- Polonia, donde recibe el nombre de Liga najgłupszych dżentelmenów, fue estrenada el 13 de septiembre de 2004 distribuida por Monolith.[57]

También se intentó estrenar en Estados Unidos, pero, debido a que en dicho país no se doblan y los actores hablan muy rápido en la película, no fue posible, ya que a los
espectadores les costaría enterarse de la película.

### Televisión
Se estrenó en televisión el 10 de septiembre de 2005 en Telecinco en prime time, dentro de su sección Cine 5 estrellas, con unos muy buenos registros de audiencia. El 21 de diciembre de 2008, la cadena de Fuencarral volvió a emitirla, esta vez en el horario matinal, pero los resultados fueron bastante peores. Posteriormente, el 29 de agosto de 2009, se volvió a emitir por televisión, esta vez por el canal Cuatro en la misma franja horaria en la sección Cine Cuatro con discretos resultados de audiencia. El 29 de marzo de 2010 este último la volvería a emitir, esta vez en el horario de sobremesa en su sección Home Cinema obteniendo unos resultados similares.
Se convirtió en la primera española en poder ser vista por el móvil. Esto fue una iniciativa de Digital+ Móvil, creada por Sogecable y Vodafone. La idea de que se emitiera por este servicio se debió al gran éxito que tenía, ya que en sus primeros tres meses ya se habían apuntado 144 000 personas.

## DVD
El DVD salió a la venta en España el 10 de junio de 2003. Incluye un apartado llamado 10 años de Pendelton donde se muestran los anteriores trabajos de su director, ya no solo en el cine, sino también en publicidad e Internet. La distribuidora del DVD en su país de origen, Universal, hizo una completa y detallada edición debido en gran medida a su éxito en taquilla.
Los puntos fuertes de La gran aventura de Mortadelo y Filemón en DVD son la cantidad de extras y la calidad de su sonido DTS, algo poco habitual en una película española. En cambio, la calidad de la imagen no permite apreciar ciertos chistes como por ejemplo los relojes de la pared del Súper, donde pone «10 minutos adelantado», «8 minutos atrasado», «en hora» y «no funciona» o el nombre de la publicación infantil que lee «Mickey el Gigante», debido al uso de un comprensor con una velocidad de transferencia de información inferior al habitual en el paso del formato cine al del DVD, y algunos extras a veces resultan demasiado promocionales. El DVD está formado por 3 discos, entre ellos uno llamado Diez años de Pendelton en donde se muestran los anteriores trabajos de Javier Fesser como los cortometrajes Aquel ritmillo y El secdleto de la tlompeta, algunos vídeos de Internet o sus spots, al igual que algunos tráileres y carteles de su anterior película. En Italia salió el DVD a la venta el 6 de diciembre de 2006, siendo distribuido por Mondo Home Entertainment; la película no cuenta con ningún extra, en contradicción con el alto número existente en la edición española, teniendo únicamente la película su visionada en italiano y una versión disponible para sordos y otra en español.

## Productos derivados de la película y secuelas
Francisco Ibáñez, realizó en diciembre de 2002 la historieta ¡El estrellato!, en donde aparecen elementos de la película como el mosquito Gustamante, el DDT, el 13 Rue del Percebe o Rompetechos. Ediciones B y Francisco Ibáñez vendieron los derechos de los personajes para la creación de cuatro historias paralelas: Hora 0, novelización de la película, escrita por Jorge Santo, Volumen Singular versión infantil del guion, escrita por Guillermo Fesser que incluye fotogramas del largometraje, En carne y hueso, tomo gráfico que contiene la historia de Mortadelo y Filemón, «del cómic a la pantalla» por Pepe Colubi y Toni Galindo y La fotonovela, compuesto por 2000 fotogramas en formato «foto-cómic». Fesser volvió a visitar el edificio del 13, Rue del Percebe para una serie de anuncios de gaseosa La Casera bajo el lema Pedazo invento La Casera.
La película conoció una secuela de menor éxito, tanto en crítica como en taquilla, titulada Mortadelo y Filemón. Misión: salvar la Tierra dirigida por Miguel Bardem. Su director afirmó que esta secuela se centra en el álbum El caso del bacalao con la finalidad de captar a un público más joven que el de La gran aventura de Mortadelo y Filemón. El reparto es prácticamente el mismo que el de esta película, a excepción del papel de Mortadelo, encarnado esta vez por Eduard Soto debido a que Benito Pocino pidió una subida de sueldo. En noviembre de 2014 se estrenó Mortadelo y Filemón contra Jimmy el Cachondo, película de animación basada en los personajes y también dirigida por Fesser. Fesser decidió rodarla con esta técnica porque le permitía ser más similar al tebeo original. Esta segunda incursión en el universo de Ibáñez tuvo mejor recepción por parte de la crítica, valorándola como la mejor adaptación hecha hasta el momento de la misma, sin embargo, decepcionó en taquilla.

### La saga
- La gran aventura de Mortadelo y Filemón (2003). Dirigida por Javier Fesser.
- Mortadelo y Filemón. Misión: salvar la Tierra (2008). Dirigida por Miguel Bardem.
- Mortadelo y Filemón contra Jimmy el Cachondo (2014). Dirigida por Javier Fesser. (Película de animación 3D)